# Rivière Gascogne
Rivière Gascogne är ett vattendrag i Haiti.   Det ligger i departementet Centre, i den centrala delen av landet, 40 km nordost om huvudstaden Port-au-Prince.